# Église de l'Annonciation de Ljubljana
Pour les articles homonymes, voir Église de l'Annonciation.
L'église de l'Annonciation (en slovène : Frančiškanska cerkev Marijinega oznanjenja) est une église franciscaine située sur la place Prešeren à Ljubljana en Slovénie.

## Historique

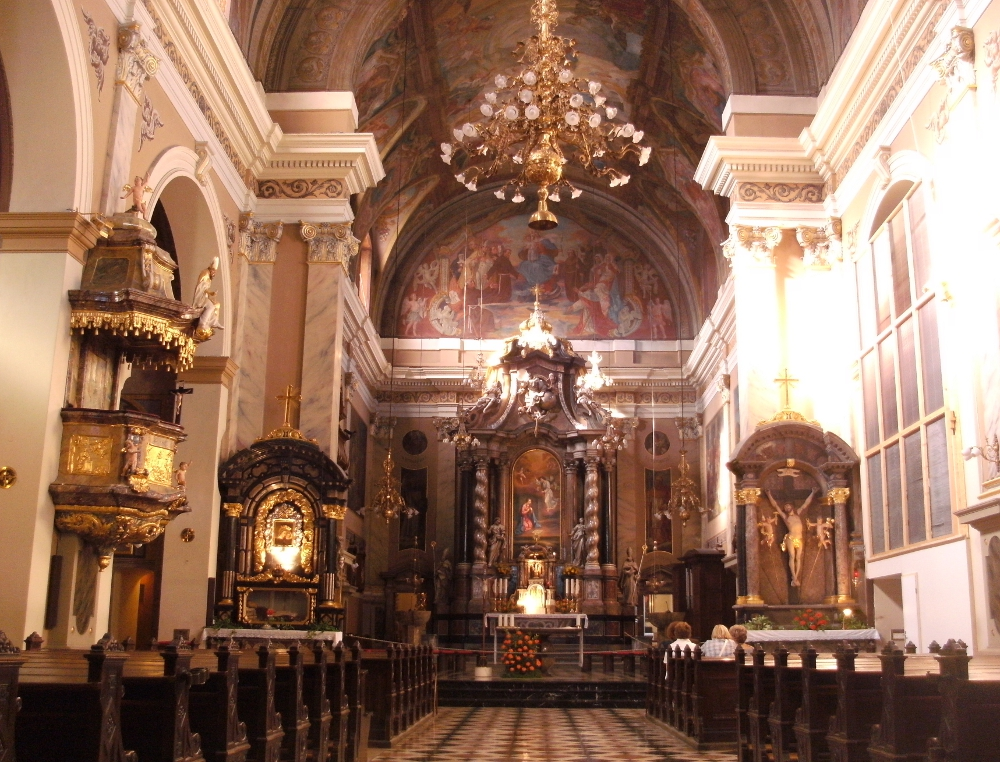
Intérieur de l'Église franciscaine de l'Annonciation.

Elle fut construite dans le style baroque entre 1646 et 1660. L’autel principal a été dessiné par Francesco Robba. Une grande partie des fresques originales fut détruite lors du tremblement de terre de 1895. Les nouvelles fresques furent peintes par le peintre impressionniste slovène Matej Sternen. La façade est ornée d’une statue en cuivre de Notre-Dame. Le bâtiment a été rénové en 1993.
Un monastère franciscain datant du XIIIe siècle est relié à l’église. Il contient une bibliothèque de plus de 70 000 livres, dont de nombreux manuscrits médiévaux et autres incunables. Le monastère à l’origine situé place Vodnik fut transféré à sa place actuelle à la fin du XVIIe siècle.